# Marocká kuchyně

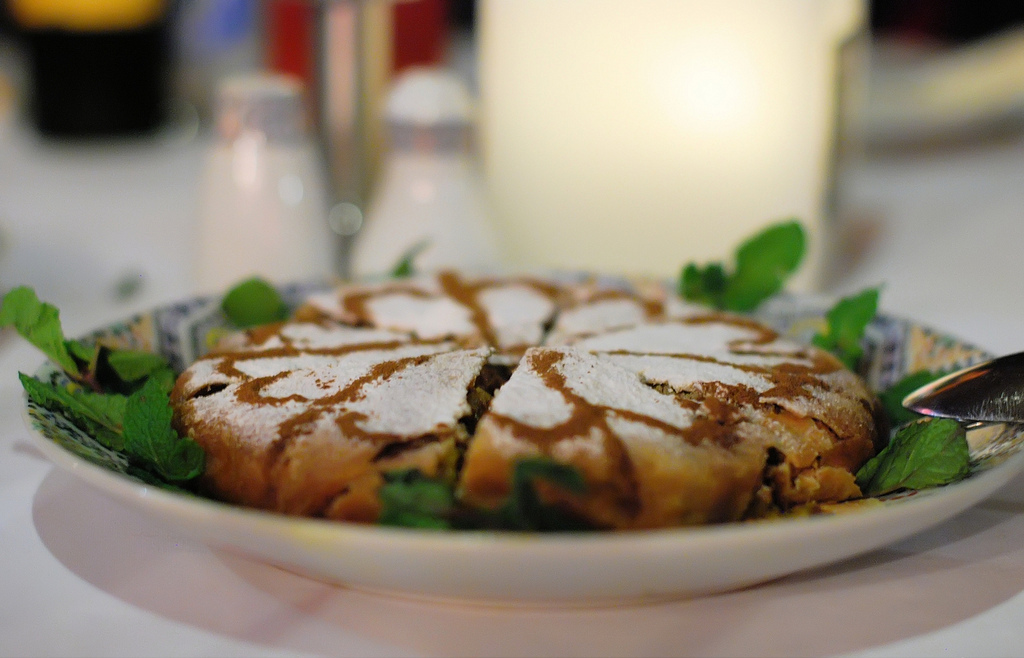
Pastilla

Marocká kuchyně (arabsky: مطبخ مغربي) vychází z arabské, berberské, španělské, andaluské a středomořské kuchyně, byla ovlivněna také evropskou a africkou kuchyní. Marocká kuchyně je typická pro používání kuskusu, koření a olivového oleje. Dále se používá sušené ovoce, zelenina, citróny, olivy nebo arganový olej, z masa se používá především hovězí, kozí, skopové a kuřecí, používají se i plody moře. Jídlo se často připravuje ve hliněné nádobě zvané tažín.

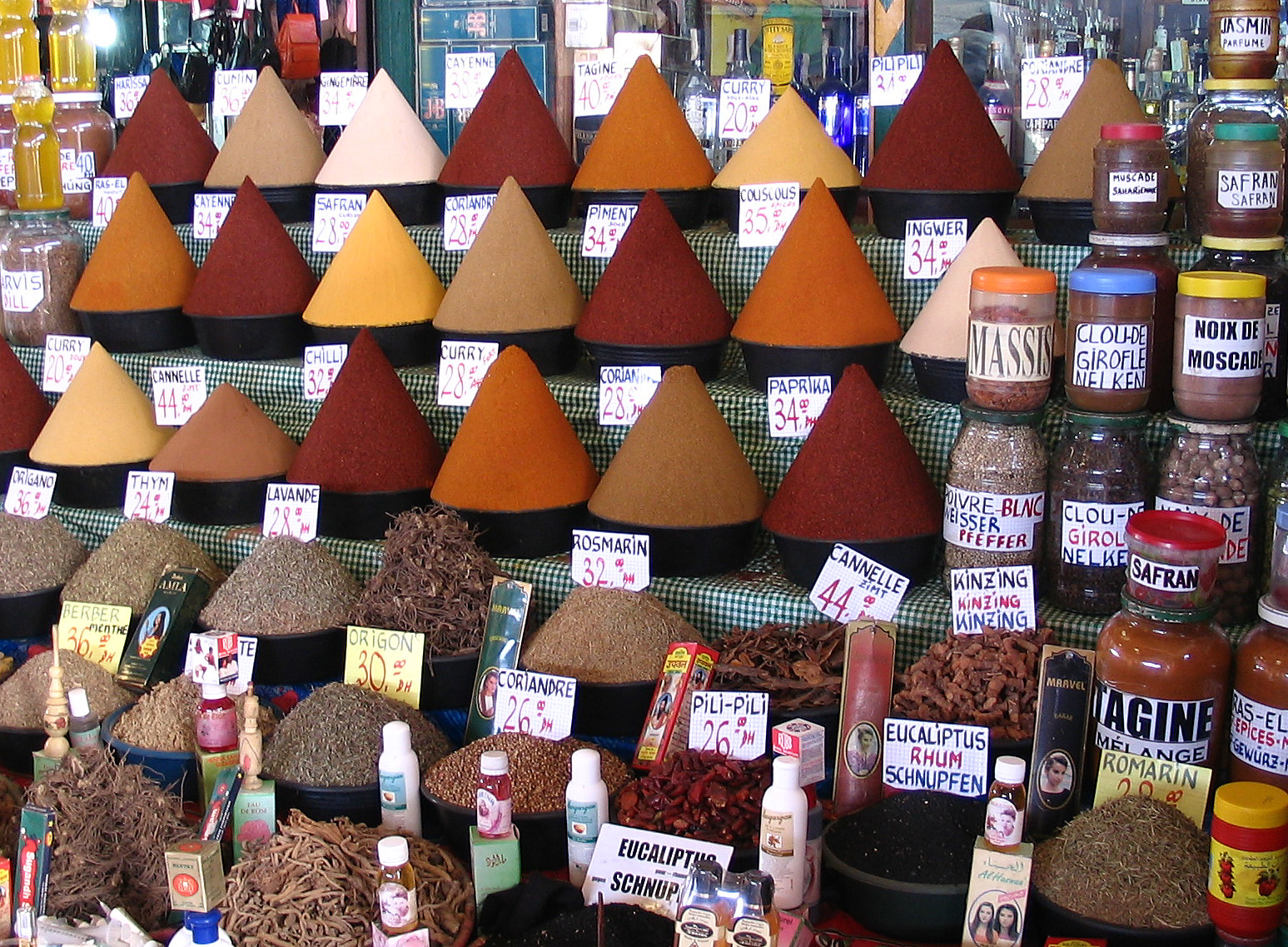
Koření na trhu ve městě Agádír

## Koření
Maroko je známo pro svoje koření, proslavil se například šafrán z Talaouine, máta a olivy z Meknesu nebo pomeranče a citrony z Fesu. Kromě již zmiňovaný používá marocká kuchyně toto koření a bylinky: skořice, římský kmín, kurkuma, zázvor, paprika, koriandr, muškátový oříšek, hřebíček, fenykl, anýz, kajenský pepř, pepř, pískavice řecké seno, kmín, sezam, petržel, oregano, majoránka, šalvěj nebo vavřín.
Známá je také marocká směs dvaceti sedmi koření zvaná ras el-hanout.

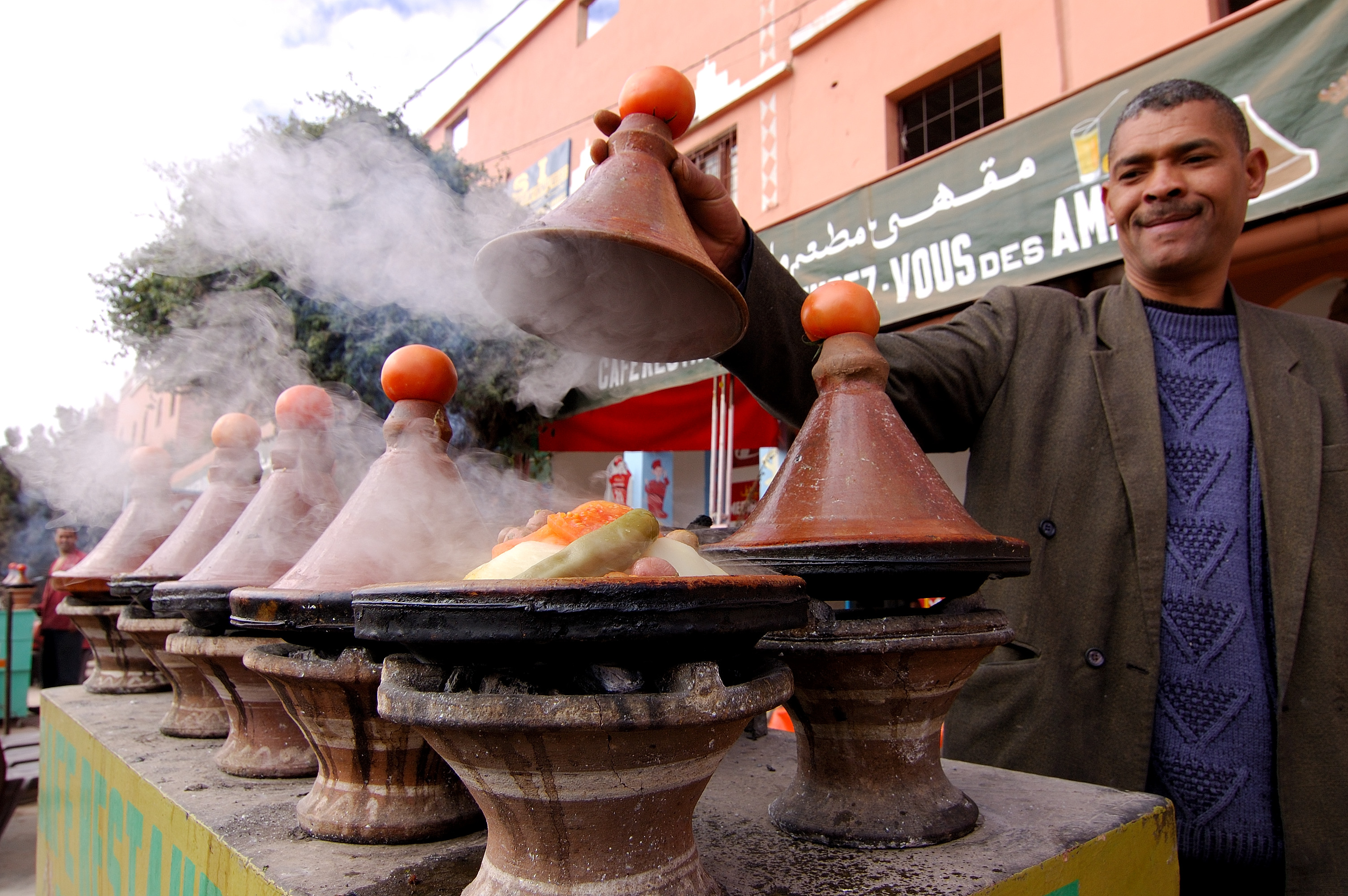
Tažín

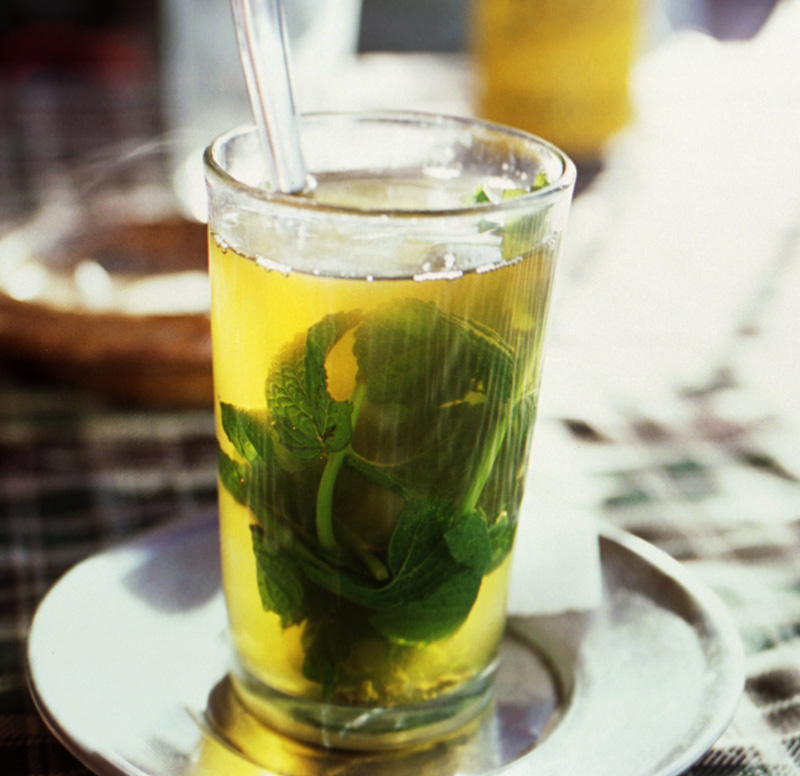
Mátový čaj

## Příklady marockých pokrmů
- Tažín, označení jak pro pokrm, tak i pro hliněnou nádobu ve které se pokrm vyrábí
- Kuskus[2]
- Pastilla, pečivo z listového těsta s roznikami, mandlemi, holubím masem a cibulí
- Harira, hustá polévka
- Khubz, nevýrazný chléb podávaný jako příloha (podobný pita chlebu)
- Khlea, pokrm podobný tureckému kebabu
- G'did, skopová slanina
- Zaalouk, salát z rajčat a lilku
- Šakšúka, zeleninová směs podobná leču
- Různé arabské sladkosti (baklava, chalva)
- Kaab el ghzal (antilopí rohy), drobné kousky sladkého pečiva plněné mandlovou pastou, dochucené růžovou vodou

## Nápoje
Maroko je známe pro svůj mátový čaj. Dále jsou rozšířeny různé ovocné džusy.
V Maroku je provozováno také vinařství, Maroko se dělí na 5 vinařských oblastí, kterými jsou:
- Východní
- Meknesko-feská
- Severní
- Rabatsko-casablanská
- Džadídajská